# 庄内町 (都城市)
庄内町（しょうないちょう）は、宮崎県都城市の町。郵便番号は885-0114。都城市ホームページによると2023年（令和5年）2月1日時点での人口は1,809人、世帯数は778である。

## 地理
都城市の中央部に位置し、東は菓子野町、西は美川町、南は関之尾町、北は山田町（中霧島古江、山内一・二）と接する。
かつては、安永城の麓に郷士集落が形成されたと云われ、町内には武家屋敷の趣を残す明治中期の石垣造りの町並みが残っている。

### 海洋・河川
- 庄内川
- 千尋谷川
- 前田用水路

## 歴史
江戸期には鹿児島藩都城島津氏（北郷氏）領、都城郷に属す。また、荘内（都城）七ケ郷のうちでは安永郷に属した。
明治22年～昭和31年迄は庄内村大字として安永を称し、大正13年からは庄内町大字として存続。昭和31年より荘内町庄内となる。
昭和40年都城市への合併以後、庄内町となる。昭和48年に山田町と境界変更。翌49年一部が乙房町・関之尾町・菓子野町となる。

## 交通

### 鉄道
最寄駅は日向庄内駅（JR吉都線）及び谷頭駅（吉都線）。

### 道路
- 宮崎県道42号都城野尻線
- 宮崎県道45号御池都城線
- 鹿児島県道・宮崎県道107号堤庄内線

### バス
- 宮崎交通40〜43系統

## 学区
- 小学校は都城市立庄内小学校に[5]、中学校は都城市立庄内中学校に進学する[6]。

## 人口
都城市ホームページによると、2023年（令和5年）2月1日時点での域内の人口は以下の通りである。
| 世帯数  | 男    | 女    | 計      |
| ------- | ----- | ----- | ------- |
| 778世帯 | 814人 | 995人 | 1,809人 |

## 施設
- 都城警察署庄内駐在所
- 荘内郵便局

## 名所・旧跡・観光スポット・祭事・催事
- 豊幡神社
- 諏訪神社
- 八坂神社
- 南洲神社（分社）
- 願心寺
- 慈照院
- 安永城跡（北郷氏6代当主北郷敏久居城）
- 大浦家墓地
- 三島通庸遺徳碑（松方正義篆額）
- 旧庄内郷戦没者招魂碑（南洲神社所在）
- 明治丁丑之役従軍記念碑（南洲神社所在）